# 山形市立本沢小学校
山形市立本沢小学校（やまがたしりつ もとさわしょうがっこう）は、山形県山形市長谷堂にある公立小学校である。

## 概要
山形市南西部にあり、学校の所在地の長谷堂地区は国道348号と458号が交差しており、学校の北東側には東北中央自動車道が通っている。

## 沿革
- 1900年（明治33年） - 本沢尋常小学校として開校
- 1947年（昭和22年） - 本沢村立本沢小学校に改称
- 1956年（昭和31年） - 山形市立本沢小学校に改称
- 2006年（平成18年） - 上山市立山元小学校が閉校し、本沢小学校学区となる。

## 学区
- 明石堂、石寺、御手作、菅沢、すげさわの丘、大師堂、百目鬼、二位田、西二位田、長谷堂、東二位田、前明石（前明石橋の西部）、門前、谷地前[2]、上山市山元

## 卒業後
- 第九中学校へ進学する